# Ершовский сельский округ (Московская область)
Ершовский сельский округ — упразднённая административно-территориальная единица, существовавшая на территории Одинцовского района Московской области в 1994—2006 годах.
Ершовский сельсовет был образован в первые годы советской власти. По данным 1919 года он входил в состав Лучинской волости Звенигородского уезда Московской губернии.
14 января 1921 года Лучинская волость была передана в Воскресенский уезд.
15 апреля 1921 года Ершовский с/с был передан в Ивано-Шныревскую волость Звенигородского уезда.
В 1923 году к Ершовскому с/с были присоединены Кезьминский, Наташинский и Скоковский с/с.
В 1924 году к Ершовскому с/с были присоединены Супоневский и Фуньковский с/с.
13 октября 1925 года из Ершовского с/с были выделены Наташинский и Супоневский с/с. Позднее Супоневский с/с был вновь присоединён к Ершовскому.
В 1927 году из Ершовского с/с были выделены Скоковский и Супоневский с/с.
В 1926 году Ершовский с/с включал сёла Ершово, Скоково и Супонево.
В 1929 году Ершовский сельсовет вошёл в состав Звенигородского района Московского округа Московской области. При этом к нему были присоединены Скоковский и Супоневский с/с.
17 июля 1939 года к Ершовскому с/с был присоединён Наташинский с/с (селения Кезьмино, Наташино, Сватово и Фуньково).
14 июня 1954 года к Ершовскому с/с были присоединёны Ивашковский и Игнатьевский (селение Игнатьево) с/с.
7 декабря 1957 года Звенигородский район был упразднён и Ершовский с/с был передан в Кунцевский район.
28 июля 1960 года в связи с упразднением Кунцевского района Ершовский с/с был передан в восстановленный Звенигородский район.
1 февраля 1963 года Звенигородский район был упразднён и Ершовский с/с вошёл в Звенигородский сельский район. 11 января 1965 года Ершовский с/с был передан в новый Одинцовский район.
27 декабря 1968 года из Ершовского с/с во Введенский было передано селение Игнатьево.
3 февраля 1994 года Ершовский с/с был преобразован в Ершовский сельский округ.
В ходе муниципальной реформы 2004—2005 годов Ершовский сельский округ прекратил своё существование как муниципальная единица. При этом все его населённые пункты были переданы в сельское поселение Ершовское.
29 ноября 2006 года Ершовский сельский округ исключён из учётных данных административно-территориальных и территориальных единиц Московской области.